# Jonagold
Jonagold je jabolčni kultivar, ki je bil vzgojen leta 1953 na univerzi Cornell v ZDA. Gre za križanca med sortama zlati delišes in jonatan. 
Plod je velik in sladek. Kožica je tanka in gladka. Osnovna barva je rumena, pokrivna barva pa je rdeča. V Sloveniji dozori konec septembra.